# Ad Vitam (série télévisée)
Pour les articles homonymes, voir Ad vitam.
Ad Vitam est une série télévisée de science-fiction française en six épisodes de 55 minutes environ, créée par Thomas Cailley et Sébastien Mounier et diffusée entre le 8 novembre 2018 et le 22 novembre 2018 sur Arte.

## Synopsis
Dans un futur proche, un procédé technique ouvert à tous a permis aux humains de stopper leur vieillissement.
Le héros, Darius, policier, a atteint l'âge avancé de 120 ans. Il doit s'occuper d'une affaire incompréhensible dans un monde où la mort a été battue : le suicide de 7 jeunes.

## Distribution
- Yvan Attal : Darius Asram
- Garance Marillier : Christa « Nora » Novak
- Anne Azoulay : Béat
- Niels Schneider : Virgil « Caron » Berti
- Victor Assié : Théo Lesky
- Rod Paradot : Léonard « Linus » Ader
- Aurélia Petit : le colonel Han
- Adel Bencherif : Élias Azuelo
- Hanna Schygulla
- Ariane Labed : Odessa
- Philippe Laudenbach : Père Samuel
- Anthony Bajon : Ian
- Julie Moulier : Leyla Perrik
- Marie Rémond : Hélèna Novak
- Laetitia Spigarelli : Mana Ritt
- Giorgia Sinicorni : Claudia
- Antoine Reinartz : Kenji Takanabé
- Cosme Castro : chasseur
- Hugo Fernandes : Noé Müller dit Nahel
- Cyrielle Martinez : Isild
- Benjamin Gauthier : Erik Novak
- Bruno Ricci : Charles Vanghen
- Elise Mollet : Samian

## Production

### Tournage
La série a été tournée à Benidorm à l'est de l'Espagne, ville qui, avec sa très forte concentration de gratte-ciels sur une bande littorale étroite entre la mer et le désert, contribue au caractère dystopique de l'intrigue. Mais dans le générique des épisodes n'est faite nulle mention de l'Espagne.

### Musique
La musique de la série est composée par le groupe français HiTnRuN, qui a également composé la musique de Les Combattants, le premier film de Thomas Cailley, le créateur de la série.
La bande originale est sortie le 2 novembre 2018, sous le titre Ad Vitam (Original Soundtrack from the TV Series), et composée de 23 pistes :
1. Near Death Experience
2. Sunset (Short)
3. Nahel
4. Darius
5. Révélation
6. Pluies
7. Christa
8. Avenir (feat. Nathy Green)
9. Aller vers quoi
10. Transe
11. Inner War (par The Rodeo)
12. Eva
13. Sur la route
14. Les vivants et les morts
15. RGNR
16. Grand stade
17. Xerox
18. Death Shop
19. Cocoon
20. Fantômes
21. Visages
22. Sunset (Long)
23. Horizon (Bonus Track)

### Fiche technique
- Titre original : Ad Vitam
- Création : Thomas Cailley
- Casting : Okinawa Valérie Guerard
- Réalisation : Thomas Cailley et Manuel Schapira
- Scénario : Thomas Cailley et Sébastien Mounier
- Décors : François Gila Girard
- Costumes : Karine Charpentier
- Photographie : Yves Cape
- Son : Jérôme Chenevoy, Vincent Cosson, Jon Goc et Sébastien Jeannot
- Montage : Camille Toubkis
- Musique : HiTnRuN
- Production : Katia Raïs
- Sociétés de production : Kelija ; Arte (coproduction)
- Société de distribution : Arte
- Pays d’origine :  France
- Langue originale : français
- Format : couleur
- Genre : science-fiction
- Durée : 48-56 minutes
- Budget : 6 millions d'euros[1] (un million par épisode)
- Dates de première diffusion :
  - France : 3 mai 2018 (Festival Séries Mania) ; 2 novembre 2018 (internet) ; 8 novembre 2018 sur Arte

## Festivals et diffusions
Cette série est d’abord sélectionnée et présentée en « compétition officielle » le 3 mai 2018 au festival Séries Mania à Lille ainsi que le 10 septembre 2018 au festival international du film de Toronto au Canada et en « hors compétition » le 13 septembre 2018 au festival de la fiction TV de La Rochelle, avant de la diffuser le 2 novembre 2018 sur internet et le 8 novembre 2018 sur Arte en France et en Allemagne.
Elle remporte le Prix de la meilleure série française à Séries Mania 2018,.

## Épisodes
1. Épisode 1
2. Épisode 2
3. Épisode 3
4. Épisode 4
5. Épisode 5
6. Épisode 6

## Accueil

### Audiences
Pour son premier épisode, la série réalise un démarrage à 1 074 000 téléspectateurs (4,6 % des téléspectateurs âgés de 4 ans et plus) puis 873 000 téléspectateurs (4,3 % de part de marché) pour le second épisode, plus tard dans la soirée,. Les deux épisodes suivants réunissent en moyenne 435 000 téléspectateurs,. Enfin, les deux derniers épisodes ont rassemblé en moyenne 288 000 téléspectateurs,.
La série cumule sur le site d'Arte plus de 711 000 vues,.